# Michelle Morik
Michelle Morik (3 febbraio 1990) è un'ex sciatrice alpina austriaca.

## Biografia
La Morik, originaria di Nenzing e attiva in gare FIS dal dicembre del 2005, esordì in Coppa Europa il 28 novembre 2009 a Funäsdalen in slalom gigante (32ª); nella stessa stagione seguente fu convocata per i Mondiali juniores del Monte Bianco, dove vinse la medaglia di bronzo nel supergigante.
In Coppa Europa ottenne come migliori piazzamenti due sesti posti (il 4 dicembre 2010 a Kvitfjell in supercombinata e il 9 marzo 2011 a Soldeu in slalom gigante) e prese per l'ultima volta il via  il 22 gennaio 2015 nello slalom gigante di Zell am See, dove non si qualificò per la seconda manche; si ritirò al termine di quella stessa stagione 2014-2015 e la sua ultima gara fu lo slalom speciale dei Campionati liechtensteinesi 2015, il 4 aprile a Malbun, chiuso dalla Morik al 22º posto. In carriera non debuttò in Coppa del Mondo né prese parte a rassegne olimpiche o iridate.

## Palmarès

### Mondiali juniores
- 1 medaglia:
  - 1 bronzo (supergigante a Monte Bianco 2010)

### Coppa Europa
- Miglior piazzamento in classifica generale: 30ª nel 2011